# Roger Elliott
Roger James Elliott FRS (Chesterfield, 8 de dezembro de 1928 - 16 de abril de 2018) foi um físico britânico.